# Приветная улица (Чернигов)
Приветная улица (укр. Привітна вулиця) — улица в Деснянском районе города Чернигова, исторически сложившаяся местность (район) Бобровица. Пролегает от улицы Седневская (Нины Сагайдак) до 2-го Глуховского переулка (2-го Радищева). 
Нет примыкающих улиц.
Данная улица ошибочно именуется старым названием Яцевская улица на сервисах «Google Maps» и «OpenStreetMap».

## История
Улица Кирова — в честь революционера, советского государственного и политического деятеля Сергея Мироновича Кирова — была проложена после Великой Отечественной войны для индивидуального жилищного строительства от Полевой улицы до поля колхоза «имени Калинина». 
Переименована, когда село Бобровица вошло в состав города Чернигова, поскольку в другом включённом в черту города селе Коты уже была улица с данным названием. В 1974 году получила название улица Менжинского — в честь российского революционера, советского партийного деятеля Вячеслава Рудольфовича Менжинского.
12 февраля 2016 года улица Менжинского была переименована на Яцевская улица — в честь «Яцевской трагедии» — восстание в лагере военнопленных в феврале 1943 года, согласно Распоряжению городского главы В. А. Атрошенко Черниговского городского совета № 46-р «Про переименование улиц и переулков города» («Про перейменування вулиць та провулків міста»).
Жители Яцевской улицы категорически высказывались против нового названия их улицы, аргументируя своё несогласие тем, что данное название ассоциируется у жителей города с кладбищем «Яцево» и похоронами, к тому же она и расположена поблизости к кладбищу. По результатам решения общих сборов граждан по месту проживания от 24 апреля 2016 года, жители Яцевской улицы обратились с предложением по изменению наименования улицы на Приветная к комиссии по вопросам городской топонимики, охране и сохранению историко-культурной среды города Чернигова. На заседании 4 июля 2016 года члены комиссии большинством голосов поддержали данное предложение — улица получила современное название.

## Застройка
Улица пролегает в северо-восточном направлении параллельно улицам Комарова и Нины Сагайдак. Парная и непарная стороны улицы заняты усадебной застройкой.
Учреждения: нет.